# تاک‌درخت
تاک درخت که در لری سیلاخوری بیشتر با عنوان تَک‌درخت شناخته می‌شود روستایی است از توابع شهرستان بروجرد در استان لرستان. این روستا در دهستان گودرزی در بخش اشترینان این شهرستان قرار دارد. این روستا دارای چشمه‌سار و بیشه‌های متعدد است که از گردشگاه‌های محلی ناحیه به حساب می‌آیند.

## جمعیت
بنابر سرشماری مرکز آمار ایران، جمعیت تک درخت در سال ۱۳۸۵ برابر با ۲۲ نفر بوده‌است که از این میان ۱۷ نفر مرد و بقیه زن بوده‌اند. این روستا ۷ خانوار دارد.